# 口香糖 (AAA單曲)
「口香糖」（チューインガム）是日本的音樂团体AAA的第11张单曲。2006年11月15日由Avex Trax发售。

## 概要
- 「口香糖」是由成员西島隆弘和浦田直也主唱。继「刀魂男孩」和「和服噴射女孩」之后第三首不是全員參與演唱的歌曲。
- 此單曲有3個版本，分別有「CD+DVD」和「CD ONLY」。收錄了專輯「ATTACK」的「我們的手 (LIVE ver.)」；此單曲收錄了「口香糖」的Music Clip，作詞、作曲的中村中也出现在Music Clip中，Music Clip的拍攝地點是北総鉄道北総線的矢切站。
- 此單曲同时收錄在中村中2009年2月推出的专辑『あしたは晴れますように』，並进行了selfcover。
- 在11月27日於公信榜单曲週排行榜取得第7位。

## 收錄曲目

### CD+DVD
CD
1. 口香糖
（作詞・作曲：中村中）
2. 我們的手 (LIVE ver.)
3. 口香糖（Instrumental）

DVD
1. 口香糖(Music Clip)

### CD ONLY
1. 口香糖
2. 我們的手 (LIVE ver.)
3. 口香糖（Instrumental）